# Rotonda (singolo)
Rotonda è un singolo del rapper italiano Thasup, pubblicato il 1º gennaio 2023 come quinto estratto dal secondo album in studio Carattere speciale.

## Descrizione
Il brano ha visto la partecipazione vocale di Tiziano Ferro (che lo ha inserito anche nella lista tracce del suo album Il mondo è nostro ed estratto come terzo singolo). Prima della pubblicazione effettiva, è stato trasmesso in anteprima da Radio Italia a partire dal 19 dicembre 2022.

## Video musicale
Il video, diretto da Erika De Nicola, è stato reso disponibile il 1º febbraio 2023 attraverso il canale YouTube del rapper e rappresenta un personaggio in versione animata coinvolto in varie situazioni.

## Classifiche
| Classifica (2022) | Posizione massima |
| ----------------- | ----------------- |
| Italia            | 4                 |

## Riconoscimenti
Videoclip Italia Awards
- 2024 – Miglior videoclip rap/trap[6]
- 2024 – Candidatura al miglior videoclip di animazione